# Remington Motor Company
Remington Motor Company war ein US-amerikanischer Hersteller von Automobilen.

## Unternehmensgeschichte
Philo E. Remington hatte bereits die Remington Motor Vehicle Company geleitet. 1914 gründete er das neue Unternehmen. Der Sitz war in New York City und die Fabrik im nahen Rahway in New Jersey. Clarence P. Hollister war Chefingenieur. Sie begannen mit der Produktion von Automobilen. Der Markenname lautete Remington.
Ab November 1915 wurde das Werk der ehemaligen Vaughan Car Company in Kingston im US-Bundesstaat New York genutzt. 1916 endete die Produktion.
Es ist unklar, ob es eine Verbindung zur Remington Automobile Company gab.

## Fahrzeuge
1914 stand nur das Model R im Sortiment. Es war ein Kleinwagen. Eine andere Quelle bezeichnet es als Cyclecar, obwohl es die Kriterien nicht erfüllte. Sein Vierzylindermotor hatte 69,85 mm Bohrung, 107,95 mm Hub und 1655 cm³ Hubraum und lag damit deutlich über dem Hubraumlimit für Cyclecars von 1100 cm³. Der Motor war wassergekühlt und leistete 12 PS. Er trieb über ein Vorwählgetriebe und eine Kardanwelle die Hinterachse an. Das Fahrgestell hatte 254 cm Radstand und 107 cm Spurweite. Der offene Roadster bot Platz für zwei Personen nebeneinander. Der Neupreis betrug 495 US-Dollar.
1915 blieb dieses Modell unverändert. Dazu kam das Model E, auch Narragansett genannt. Es hatte einen Vierzylindermotor mit 79,375 mm Bohrung, 101,6 mm Hub, 2011 cm³ Hubraum und 25 PS Leistung. Der Radstand betrug 269 cm. Einzige Karosserieform war ein viersitziger Tourenwagen. Spitzenmodell war der Greyhound. Sein Achtzylindermotor stammte von der Massnick-Phipps Manufacturing Company. 79,375 mm Bohrung und 114,3 mm Hub ergaben 4525 cm³ Hubraum. Der Motor leistete 45 PS. Der Radstand maß 295 cm. Offene Aufbauten mit zwei, vier und sechs Sitzen standen zur Wahl.
1916 gab es nur noch den Narragansett. Die Motorleistung war auf 29 PS erhöht, der Radstand auf 279 cm verlängert und die Sitzanzahl des Tourenwagens auf fünf erhöht worden.

## Modellübersicht
| Jahr | Modell               | Zylinder | Leistung (PS) | Radstand (cm) | Aufbau                                         |
| ---- | -------------------- | -------- | ------------- | ------------- | ---------------------------------------------- |
| 1914 | Model R              | 4        | 12            | 254           | Roadster 2-sitzig                              |
| 1915 | Model E Narragansett | 4        | 25            | 269           | Tourenwagen 4-sitzig                           |
| 1915 | Model R              | 4        | 12            | 254           | Roadster 2-sitzig                              |
| 1915 | Greyhound            | 8        | 45            | 295           | Tourenwagen 2-sitzig und 4-sitzig und 6-sitzig |
| 1916 | Narragansett         | 4        | 29            | 279           | Tourenwagen 5-sitzig                           |